# Binakarya
Binakarya is een bestuurslaag in het regentschap Garut van de provincie West-Java, Indonesië. Binakarya telt 5477 inwoners (volkstelling 2010).